# ماريا فيدال
ماريا فيدال (بالإنجليزية: Maria Vidal)‏ هي مغنية أمريكية، ولدت في 1 أغسطس 1960 في ميامي في الولايات المتحدة.

## وصلات خارجية
- ماريا فيدال على موقع IMDb (الإنجليزية)
- ماريا فيدال على موقع ميوزك برينز (الإنجليزية)
- ماريا فيدال على موقع أول ميوزيك (الإنجليزية)
- ماريا فيدال على موقع ديسكوغز (الإنجليزية)